# Државе Бразила
Бразил је подијељен у 27 федералних јединица, 26 држава и Федерални дистрикт, у којем се налази главни град Бразилија.
| Државе чланице | Државе чланице |  |
| --- | --- |  |
| 1. Акре (AC) 2. Алагоас (AL) 3. Амапа (AP) 4. Амазонас (AM) 5. Баија (BA) 6. Гојас (GO) 7. Еспирито Санто (ES) 8. Марањао (MA) 9. Мато Гросо (MT) 10. Мато Гросо до Сул (MS) 11. Минас Жераис (MG) 12. Пара (PA) 13. Параиба (PB) | 1. Парана (PR) 2. Пернамбуко (PE) 3. Пјауи (PI) 4. Рио де Жанеиро (RJ) 5. Рио Гранде до Норте (RN) 6. Рио Гранде до Сул (RS) 7. Рондонија (RO) 8. Рораима (RR) 9. Санта Катарина (SC) 10. Сао Пауло (SP) 11. Сеара (CE) 12. Сержипе (SE) 13. Токантинс (TO) |  |
| Дистрикт | |  |
| 1. Федерални дистрикт Бразила | |  |

## Историја бразилских држава

### 1534: Насљедне Капетаније
Бразил је првобитно био подијељен на насљедне капетаније, које су служиле за лакше насељавање. Постојало је 14 капетанија којима је владало 12 донова. Тадашњи краљ, Жоао III од Португала, је ове капетаније подијелио међу португалским великанима, од којих већина није никада ни дошла у Бразил.

### 1573: Двије државе
Временом, неуспјели систем подјеле на капетаније, кондензовао је посједе у двије државе, државу Марањао и државу Бразил.

### 1789: Побуњене провинције
1789. године у тадашњој капетанији Минас Жераис је подигнут устанак против португалске власти. Тадашњи капетан Luís da Cunha Meneses, одбио је да даје специјални порез португалској круни у износу од 1500 килограма злата годишње, послије чега је у устанку креирана прва слободна република у Бразилу, Минас Жераис. Убрзо након тога, а закључно са 18. априлом 1792. године, португалска круна је повратила власт и у Минас Жераису.

### 1889: Државе републике Бразил
Јужни дио провинције Сао Пауло је одвојен од Сао Паула, 1853. године, као казна за учешће Сао Паула у побуни против царевине која се десила 1842. године. Јужни дио провинције је нова провинција Парана.

### 1943: Други свјетски рат
По уласку Бразила у Други свјетски рат, влада је одлучила да одређене пограничне области претвори у провинције и влада директно њима. У питању су провинције: Амапа, Рио Бранко, Акри, Guaporé, Понта Пора, Игуасу и архипелаг Фернандо ди Нороња. Прве четири су, послије рата постале државе, са тим што је Рио Бранко преименован у Рорајма, а Guaporé прекрштен у Рондонија, као омаж маршалу Рондону. Понта Пора и Игуасу су се вратили у првобитно стање, а архипелаг Фернандо ди Нороња је поново прикључен држави Пернамбуко, 1988. године.

### 1990: Тренутне државе и Федерација
Година 1960, четвороугаона територија унутар државе Гојас, додијељена је за изградњу новог главног града Бразилије и савезног округа. Паралелно са тим, расформиран је постојећи дистрикт и од њега створена држава Гуанабара, која садржи само град Рио де Жанеиро и околину, да би 1975. године ова држава била инкорпорирана у државу Рио де Жанеиро, а истоимени град је постао њен главни град. 1977. године, јужни дио државе Мато Гросо, постао је посебна држава Мато Гросо до Сул, са главним градом Кампо Гранде. Сјеверни дио државе Гојас је 1988. постао посебна федерална јединица Токантинс, са главним градом Палмас.

## Заставе Бразилских Држава
- Застава државе Акри
- Застава Алагоаса
- Застава Апаме
- Застава државе Амазонас
- Застава Баије
- Застава државе Гојас
- Застава државе Еспирито Санто
- Застава државе Марањао
- Застава државе Мато Гросо
- Застава државе Мато Гросо до Сул
- Застава Минас Жераиса
- Застава државе Пара
- Застава Параибе
- Застава Паране
- Застава Пернамбука
- Застава Пјауија
- Застава Рио де Жанеира
- Застава државе Рио Гранде до Норте
- Застава државе Рио Гранде до Сул
- Застава Рондоније
- Застава Рораиме
- Застава Санта Катарине
- Застава Сао Паула
- Застава Сеаре
- Застава државе Сержипе
- Застава државе Токантинс
- Застава Савезног Дистрикта